# Lot (film 2012)
Lot (ang. Flight) – amerykański dramat z 2012 roku. Reżyserem filmu jest Robert Zemeckis.

## Fabuła
William "Whip" Whitaker – kapitan linii lotniczych – jest uzależniony od alkoholu, zażywa także kokainę. Rozwiódł się z żoną, z którą ma syna i prawie nie utrzymuje kontaktów z rodziną. Pewnego dnia podczas lotu maszyna, którą steruje, okazuje się nie być sprawna. Rozpoczyna się walka o życie pasażerów, Whip ląduje awaryjnie i ocala 96 osób ze 102 obecnych na pokładzie. Kapitan zostaje okrzyknięty w mediach bohaterem, jednakże tuż po tragedii pobrano od niego próbki krwi i wykryto obecność alkoholu w organizmie. Whip zmaga się z nałogiem, w czym pomaga mu uzależniona od narkotyków Nicole. W tym samym czasie służby ciągle prowadzą dochodzenie w sprawie katastrofy. Prawnik Whitakera wykrywa nieprawidłowości przy badaniach stwierdzających poziom alkoholu w krwi kapitana, więc nie mogą one stanowić dowodu w sprawie. W ostateczności główny bohater przyznaje się do alkoholizmu i nietrzeźwości podczas tragicznego lotu. Trafia do więzienia, gdzie bierze udział w spotkaniach AA.

## Obsada
- Denzel Washington jako William "Whip" Whitaker
- Tamara Tunie jako Margaret Thomason
- John Goodman jako Harling Mays
- Kelly Reilly jako Nicole Maggen
- Melissa Leo jako Ellen Block
- Don Cheadle jako Hugh Lang
- Nadine Velazquez jako Katerina "Trina" Márquez
- Bruce Greenwood jako Charlie Anderson
- Brian Geraghty jako Ken Evans
- Peter Gerety jako Avington Carr
- James Badge Dale jako Gaunt Young Man